# Ageplay

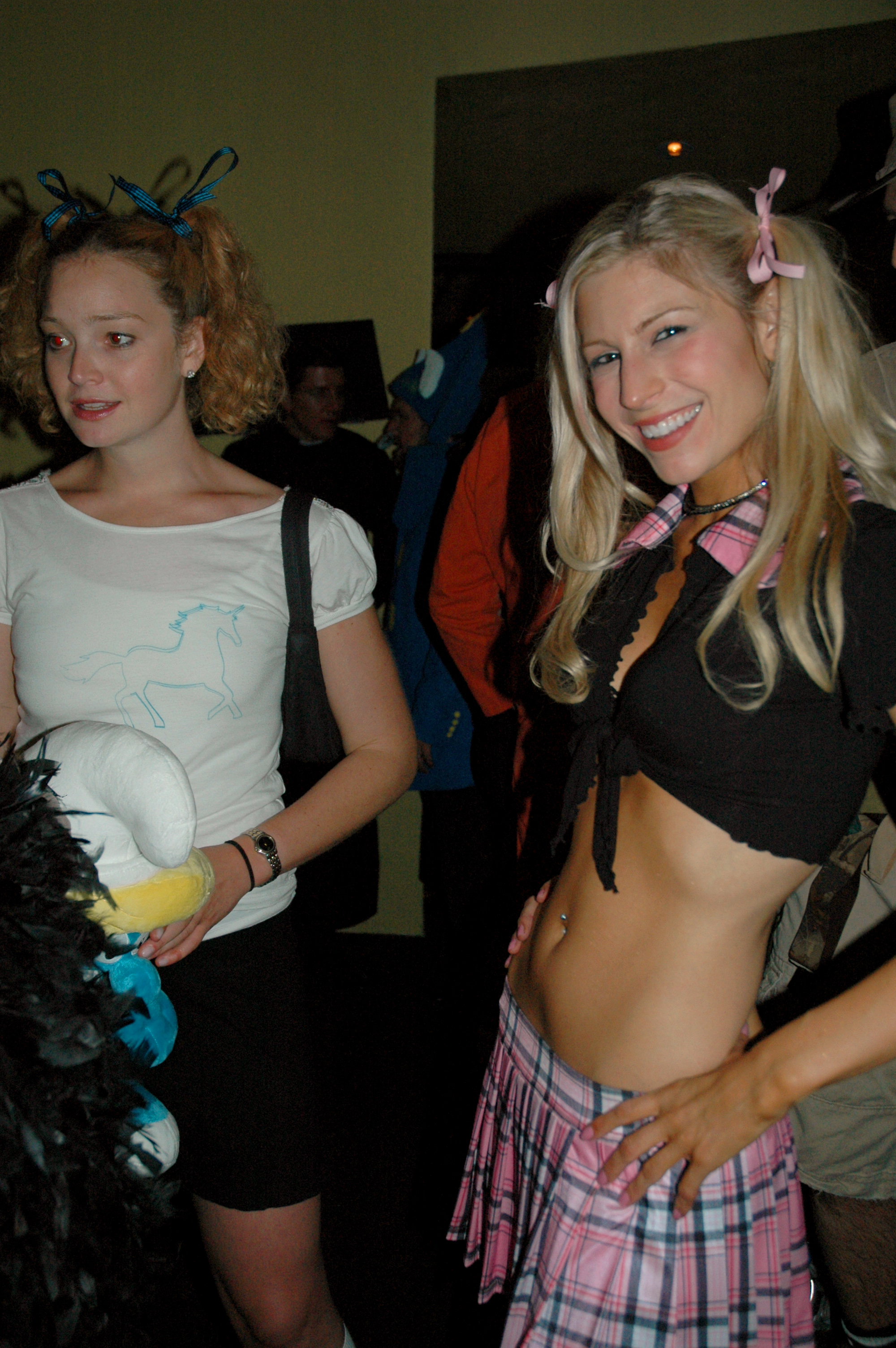
Två kvinnor klädda med kläder som har en sexuell underton och som även förknippas med yngre personer.

Ageplay, eller åldersspel, är en form av rollspel, vanligtvis mellan två personer, där deltagarna i leken betraktar varandra som varande i olika ålder. Ageplay finns i två huvudvarianter, sexuell ageplay (se sexuella rollspel) och icke-sexuell ageplay.